# يتسكي ساميانو
يتسكي ساميانو (باليابانية: 染野 唯月) (مواليد 12 سبتمبر 2001) هو لاعب كرة قدم ياباني.

## وصلات خارجية
- يتسكي ساميانو على موقع رابطة كرة القدم اليابانية للمحترفين (اليابانية)
- يتسكي ساميانو على موقع إي إس بي إن إف سي (الإنجليزية)
- يتسكي ساميانو على موقع قاعدة بيانات كرة القدم.إي يو (الإنجليزية)
- يتسكي ساميانو على موقع Soccerbase.com (لاعب) (الإنجليزية)
- يتسكي ساميانو على موقع Soccerway.com (الإنجليزية)
- يتسكي ساميانو على موقع عالم كرة القدم.نت (الإنجليزية)